# Principios de la termodinámica
Los cuatro principios de la termodinámica definen cantidades físicas fundamentales (temperatura, energía y entropía) que caracterizan a los sistemas termodinámicos; describen cómo se comportan bajo ciertas circunstancias, y prohíben ciertos fenómenos (como el móvil perpetuo).
Los cuatro principios de la termodinámica son:
- Principio cero de la termodinámica: Si dos sistemas están en equilibrio térmico de manera independiente con un tercer sistema, deben estar en equilibrio térmico entre sí. Este precepto nos ayuda a definir la temperatura.
- Primer principio de la termodinámica: Un sistema cerrado puede intercambiar energía con su entorno en forma de trabajo y de calor, acumulando energía en forma de energía interna. La ley es una generalización del principio de conservación de la energía mecánica.
- Segundo principio de la termodinámica: La entropía del universo siempre tiende a aumentar. Existen dos enunciados equivalentes:
  - Enunciado de Clausius: No es posible un proceso cuyo único resultado sea la transferencia de calor de un cuerpo de menor temperatura a otro de mayor temperatura.
  - Enunciado de Kelvin-Planck: No es posible un proceso cuyo único resultado sea la absorción de calor procedente de un foco y la conversión de este calor en trabajo.
- Tercer principio de la termodinámica: La entropía de un sistema se aproxima a un valor constante a medida que la temperatura se aproxima al cero absoluto. Con la excepción de los sólidos no cristalinos (vidrio) la entropía del sistema en el cero absoluto es típicamente cercano al cero, y es igual al logaritmo de la multiplicidad de los estados cuánticos fundamentales.

Los principios de la termodinámica son leyes de la física fundamentales y son aplicables en otras ciencias naturales.

## Principio cero
El principio cero de la termodinámica es una ley fenomenológica para sistemas que se encuentran en equilibrio térmico. En palabras simples, el principio dice que si se pone un objeto con cierta temperatura en contacto con otro a una temperatura distinta, ambos intercambian calor hasta que sus temperaturas se igualan. El principio establece que para todo sistema existe una propiedad denominada temperatura empírica θ, que es común para todos los estados de equilibrio termodinámico que se encuentren en equilibrio mutuo con uno dado.
La ley es compatible con el uso de un cuerpo físico particular, por ejemplo la masa de un gas, para que coincida con la temperatura de otros cuerpos, pero no justifica a la temperatura como una cantidad que se puede medir en números reales. Tiene una gran importancia experimental «pues permite construir instrumentos que midan la temperatura de un sistema» pero no resulta tan importante en el marco teórico de la termodinámica. El principio cero permite parametrizar temperaturas, pero no medir temperaturas. Así, por ejemplo, cuando Joule necesitó comparar los resultados de sus experiencias con los de otro investigador en Inglaterra, tuvo que atravesar el océano Atlántico para comprobar, in situ, sus termómetros a fin de realizar una correspondencia.
El equilibrio termodinámico de un sistema se define como la condición del mismo en el cual las variables empíricas usadas para definir o dar a conocer un estado del sistema (presión, volumen, campo eléctrico, polarización, magnetización, tensión lineal, tensión superficial, coordenadas en el plano x, y) no son dependientes del tiempo. El tiempo es un parámetro cinético, asociado a nivel microscópico; el cual a su vez está dentro de la fisicoquímica y no es parámetro debido a que a la termodinámica solo le interesa trabajar con un tiempo inicial y otro final. A dichas variables empíricas (experimentales) de un sistema se las conoce como coordenadas térmicas y dinámicas del sistema.
Como convención, también se puede decir que dos sistemas están en una relación de equilibrio térmico si, no estando vinculados para poder transferir calor entre ellos, permanecerían en el mismo estado si fuesen conectados por una pared permeable solamente al calor. El significado físico es expresado por Maxwell en las palabras: «Todo el calor es del mismo tipo». Otra declaración de la ley es «Todas las paredes diatérmicas son equivalentes». Este principio es importante para la formulación matemática de la termodinámica, que necesita la afirmación de que la relación del equilibrio térmico es una relación de equivalencia. Esta información es necesaria para una definición matemática de temperatura que concuerde con la existencia física de termómetros válidos
Este principio fundamental, aun siendo ampliamente aceptado, no fue formulado formalmente hasta después de haberse enunciado las otras tres leyes. De ahí que recibiese el nombre de principio cero. Fue formulado por primera vez para un sistema, pero no lo es tanto para la propia estructura de la teoría termodinámica.

## Primer principio
El primer principio de la termodinámica puede estar establecido de muchas formas:
El incremento de la energía interna de un sistema cerrado es igual al calor suministrado al sistema menos el trabajo hecho por el sistema.
{\displaystyle \Delta U_{sistema}=Q-W}
Para un ciclo termodinámico de un sistema cerrado, el cual regresa a su estado inicial, el calor que entra Qentra suministrado al sistema cerrado en una etapa del ciclo, menos el calor Qsale eliminado en la otra etapa del ciclo, es igual al trabajo neto realizado por el sistema.
{\displaystyle \Delta U_{sistema\,(ciclo)}=0}, y, por lo tanto {\displaystyle Q=Q_{entra}-Q_{sale}=W}
El incremento de la energía interna para un sistema adiabático aislado solo puede ser el resultado del trabajo neto realizado por el sistema, porque Q = 0.
{\displaystyle \Delta U_{sistema}=U_{final}-U_{inicial}=-W}
Específicamente, la primera ley abarca varios principios:
- La ley de la conservación de la energía.

Esta establece que la energía no puede ser creada o destruida. Sin embargo, la energía puede cambiar de forma, y puede fluir de un lugar a otro. La energía total de un sistema aislado no cambia.
- El concepto de energía interna y su relación con la temperatura.

Si un sistema tiene una temperatura definida, entonces su energía total tiene tres componentes distinguibles. Si el sistema está en movimiento como un todo, tiene energía cinética. Si el sistema en su conjunto se encuentra en un campo de fuerza impuesta externamente (por ejemplo la gravedad), tiene energía potencial en relación con un punto de referencia en el espacio. Por último, tiene energía interna, que es una cantidad fundamental para la termodinámica. El concepto de energía interna establecido es el rasgo distintivo característico del primer principio de termodinámica.
{\displaystyle E_{total}=\mathrm {KE} _{sistema}+\mathrm {PE} _{sistema}+U_{sistema}}
Más allá del marco conceptual de la termodinámica, la energía interna puede ser explicada como la suma de las diversas energías cinéticas de los movimientos microscópicos erráticos de sus átomos constituyentes, y de la energía potencial de sus interacciones entre ellos. En condiciones iguales, el total de energía cinética de los movimientos microscópicos de sus átomos constituyentes aumenta a medida que aumenta la temperatura del sistema.
- El trabajo es un proceso de transferencia de energía hacia o desde un sistema, de manera que se puede describir por fuerzas mecánicas macroscópicas ejercidas por factores fuera del sistema. Algunos ejemplos pueden ser un eje impulsado desde el exterior agitándose dentro del sistema, o un campo eléctrico impuesto externamente polarizando el material del sistema, o un pistón que se comprime. A menos que se indique lo contrario, es habitual tratar al trabajo que se realiza sin disipación en el entorno. Dentro del sistema, en un proceso natural, algo del trabajo transferido es disipado por la fricción interna o la viscosidad. El trabajo realizado por el sistema puede venir de su energía interna, a partir de su energía potencial, o a partir de su energía cinética .

Por ejemplo, cuando una máquina impulsada desde el exterior levanta un sistema, un poco de la energía es transferida de la máquina al sistema. El sistema adquiere su energía en forma de energía potencial gravitacional en este ejemplo.
{\displaystyle -W=\Delta \mathrm {PE} _{sistema}}
O en general, puede ser repartido en energía cinética, potencial o interna
{\displaystyle -W=\Delta \mathrm {KE} _{sistema}+\Delta \mathrm {PE} _{sistema}+\Delta U_{sistema}}
- Cuando la materia es transferida, la energía interna asociada y la energía potencial es transferida con ella.

{\displaystyle \left(u_{externa}\,\,\Delta M\right)_{entra}=\Delta U_{sistema}}
donde uexterna denota la energía interna por unidad de masa de la materia transferida, medida cuando todavía se encuentra en el entorno, antes de ser transferida; y ΔM denota la masa transferida.
- El flujo de calor es una forma de transferencia de energía.

El calentamiento es el proceso natural de transferir energía de un sistema a otro que no sea por trabajo o por transferencia de materia. El paso directo de calor es de un sistema caliente a uno frío.
Si el sistema tiene paredes rígidas impermeables, y no hay campo de fuerza de largo alcance externo que lo afecte, por lo tanto, la energía no puede ser transferida como trabajo dentro o fuera del sistema, entonces:
{\displaystyle \Delta U_{sistema}=Q}
donde Q denota la cantidad de energía transferida al sistema como calor.
Combinar estas leyes nos conduce a un estado tradicional del primer principio de termodinámica: no es posible la construcción de una máquina que permanentemente tenga un trabajo de salida sin una cantidad igual de entrada a la máquina. O más brevemente, una máquina de movimiento perpetuo de primer tipo es imposible.

## Segundo principio
El segundo principio de la termodinámica establece:

La cantidad de entropía del universo tiende a incrementarse en el tiempo.

 Esto indica la irreversibilidad de los procesos naturales, y, en muchos casos, la tendencia de los procesos naturales a conducir a la homogeneidad de la materia y energía, y especialmente de la temperatura. Puede ser formulada en una variedad de interesantes e importantes maneras.
Esto implica la existencia de una cantidad llamada entropía de un sistema termodinámico.
Esta declaración del principio reconoce que en la termodinámica clásica, la entropía de un sistema es definida sólo cuando ha alcanzado su propio equilibrio termodinámico interno.
El segundo principio se refiere a una ancha variedad de procesos, reversibles e irreversibles. Todos los procesos naturales son irreversibles. Los procesos reversibles son una ficción teórica conveniente y no ocurren en naturaleza.
Un primer ejemplo de irreversibilidad es en la transferencia de calor por conducción o radiación. Se sabía mucho antes del descubrimiento de la noción de entropía que cuando dos cuerpos, inicialmente con temperaturas diferentes, entran en conexión térmica, el calor siempre fluye del cuerpo más caliente al más frío.
El segundo principio dice, también, sobre los tipos de irreversibilidad aparte de la transferencia de calor, por ejemplo fricción y viscosidad, y las reacciones químicas. La noción de entropía se necesita para disponer el más amplio alcance del principio.
De acuerdo con el segundo principio de termodinámica, en una transferencia de calor reversible teórica y ficticia, un elemento de calor transferido, δQ, es el producto de la temperatura (T), tanto del sistema y de las fuentes o destino del calor, con el incremento (dS) de la variable conjugada del sistema, su entropía (S)
{\displaystyle \delta Q=T\,dS\,.}
La entropía también puede considerarse como una medida física de la falta de información acerca de los detalles microscópicos del movimiento y la configuración del sistema, cuando solo se conocen los datos macroscópicos. El principio afirma que para dos estados macroscópicamente especificados de un sistema, hay una cantidad llamada diferencia de entropía de la información entre ellos. Esta diferencia de entropía de información define la forma en que se necesita la información microscópica adicional tanto para especificar uno de los estados macroscópicamente, dada la especificación macroscópica de la otra - a menudo un estado de referencia convenientemente elegido se puede presuponer que existe en lugar de que se indique expresamente. Una condición final de un proceso natural siempre contiene efectos microscópicamente especificables que no son totalmente y exactamente predecibles a partir de la especificación macroscópica de la condición inicial del proceso. Esta es la razón por la que la entropía incrementa en un proceso natural - el incremento nos dice cómo se necesita mucha información extra microscópica para distinguir el estado microscópicamente final especificado desde el macroestado inicial dado.

## Tercer principio
El tercer principio de la termodinámica en ocasiones se indica como sigue:

La entropía de un cristal perfecto de cualquier sustancia pura se aproxima a cero cuando la temperatura se aproxima al cero absoluto.

A temperatura cero el sistema debe estar en un estado con la energía térmica mínima. Esta afirmación es válida si el cristal perfecto tiene un solo microestado. La entropía está relacionada con el número de posibles microestados de acuerdo con:
{\displaystyle S=k_{\mathrm {B} }\,\mathrm {ln} \,\Omega }
Donde S es la entropía del sistema, kB la constante de Boltzmann , y Ω el número de microestados (p. ej. configuraciones posibles de átomos). En el cero absoluto es posible sólo un micro-estado (Ω=1 cuando todos los átomos son idénticos para una sustancia pura y como resultado todos los órdenes son idénticos cuando hay sólo una combinación) y ln(1) = 0.
Una forma más general del tercer principio, que aplica a un sistema como un vidrio, que puede tener más de un mínimo estado de energía microscópicamente distinto, o puede tener un estado microscópicamente distinto que está «congelado» aunque no estrictamente un estado mínimo de energía y no necesariamente hablando de un estado de equilibrio termodinámico, en el cero absoluto:
La entropía de un sistema se acerca a un valor constante cuando la temperatura se acerca a cero.
El valor constante (no necesariamente cero) es llamado la entropía residual del sistema.

## Historia
Hacia 1797, el conde Rumford (Benjamin Thompson) mostró que la acción mecánica sin fin puede generar indefinidamente grandes cantidades de calor a partir de una cantidad fija de sustancia de trabajo por lo tanto, desafiando la teoría calórica del tiempo, que sostuvo que habría una cantidad finita de calor calórico / energía en una cantidad fija de sustancia de trabajo. 
En 1824, Nicolas Léonard Sadi Carnot formuló el primer principio termodinámico, que con el tiempo se convirtió en el segundo principio de termodinámica.
En 1860, se formalizó en obras de Rudolf Clausius y William Thomson, dos principios establecidos de la termodinámica habían evolucionado. El primer principio y el segundo, más tarde reexpresado como principios de la termodinámica.
En 1873, por ejemplo, el termodinamicista Josiah Willard Gibbs, en sus memorias Métodos Gráficos en la Termodinámica de Fluidos, establece claramente los dos primeros principios absolutos de la termodinámica. Algunos libros de texto a lo largo del siglo XX han enumerado los principios de manera diferente. En algunos campos alejados de la química, solo el segundo principio se consideró para hacer frente a la eficiencia de los motores térmicos, mientras que lo que era llamado el tercera principio abordaba el incremento de la entropía. Definiendo directamente los puntos cero para el cálculo de entropía no se considera que sea un principio. Poco a poco, esta separación se combinó en el segundo principio y el moderno tercer principio fue ampliamente adoptado.